# Мачерине (Фрозиноне)
Мачерине је насеље у Италији у округу Фрозиноне, региону Лацио.
Према процени из 2011. у насељу је живело 271 становника. Насеље се налази на надморској висини од 71 м.